# Secamone glabrescens
Secamone glabrescens är en oleanderväxtart som först beskrevs av Murray Ross Henderson, och fick sitt nu gällande namn av Klack.. Secamone glabrescens ingår i släktet Secamone och familjen oleanderväxter. Inga underarter finns listade i Catalogue of Life.